# 10281 Libourel
10281 Libourel este o planetă minoră (asteroid), cu un diametru de 12,244 km, din centura de asteroizi. A fost descoperită pe 11 martie 1981 la Observatorul Siding Spring de Schelte J. Bus și a fost numită după Guy Libourel⁠(d). 
Obiectul prezintă o orbită caracterizată de o semiaxă mare de 2,7274057 UAi, o excentricitate de 0,04, o înclinație de 10,53891 ° în raport cu ecliptica.